# 八王子市立加住小中学校
八王子市加住小中学校（はちおうじしりつ かすみしょうちゅうがっこう）は、東京都八王子市加住町にある公立の小中一貫校。小学部および中学部で構成されている。

## 沿革

### 小学校
（この節の出典：）
- 1916年（大正5年）10月 - 加住尋常小学校を現在地に設置
- 1941年（昭和16年）4月 - 南多摩郡加住村立加住国民学校と改称
- 1947年（昭和22年） - 東京都南多摩郡加住村立国民学校と改称
- 1955年（昭和30年）4月 - 市町村合併で、八王子市立加住小学校になる
- 1972年（昭和47年）4月 - 全日本特選健康優良校を記念し、健康の像を建立

### 中学校
（この節の出典：）
- 1947年（昭和22年）4月 - 東京都南多摩郡加住村立加住中学校創立
- 1955年（昭和30年）4月 - 加住村が八王子市に合併　八王子市立加住中学校と改称

### 小中学校
（この節の出典：）
- 2007年（平成19年）4月 - 八王子市小中一貫教育モデル校指定
- 2010年（平成22年）4月 - 加住小学校と統合し、小中一貫校八王子市立加住小中学校となる
- 2010年（平成22年）4月 - 学校運営協議会を設置する地域運営学校となる

## 学級規模
- 児童数は1学年20名、2学年29名、3学年23名、4学年31名、5学年36名、6学年31名　合計170名である。
- 生徒数は1学年21名、2学年23名、3学年29名　合計73名である。

（2024年（令和6年）4月1日現在）